# Working Class Hero: The Definitive Lennon
Working Class Hero: The Definitive Lennon är en dubbel-CD med samlade spår med John Lennons musik och som släpptes i oktober 2005 som ett minne som skulle varit hans 65-årsdag. Skivan innehåller en översikt av Lennons solokarriär som här finns i remixade och remastrade versioner.

## Låtlista
Alla låtar är skrivna av John Lennon om inget annat anges.

### CD 1
1. (Just Like) Starting Over – 3:56
2. Imagine – 3:02
3. Watching the Wheels – 3:30
4. Jealous Guy – 4:14
5. Instant Karma! – 3:20
6. Stand By Me (Ben E. King, Jerry Leiber, Mike Stoller) – 3:26
7. Working Class Hero – 3:48
8. Power To The People – 3:22
9. Oh My Love (J. Lennon, Yoko Ono) – 2:44
10. Oh Yoko! – 4:18
11. Nobody Loves You (When You're Down and Out) – 5:07
12. Nobody Told Me – 3:34
13. Bless You – 4:37
14. Come Together (Live) (J. Lennon, Paul McCartney) – 4:22
15. New York City – 4:31
16. I'm Stepping Out – 4:06
17. You Are Here – 4:07
18. Borrowed Time – 4:29
19. Happy Xmas (War Is Over) (J. Lennon, Y. Ono) – 3:37

### CD 2
1. Woman – 3:33
2. Mind Games – 4:12
3. Out the Blue – 3:22
4. Whatever Gets You Thru the Night – 3:27
5. Love – 3:23
6. Mother – 5:34
7. Beautiful Boy (Darling Boy) – 4:01
8. Woman Is the Nigger of the World (J. Lennon, Y. Ono) – 5:16
9. God – 4:09
10. Scared – 4:36
11. #9 Dream – 4:46
12. I'm Losing You – 3:55
  - The John Lennon Anthology version från 1998 med medlemmar från Cheap Trick
13. Isolation – 2:51
14. Cold Turkey – 5:01
15. Intuition – 3:08
16. Gimme Some Truth – 3:15
17. Give Peace a Chance – 4:50
18. Real Love – 4:12
  - The John Lennon Anthology version från 1998
19. Grow Old With Me – 3:20 
  - The John Lennon Anthology version från 1998